# Brad Schneider

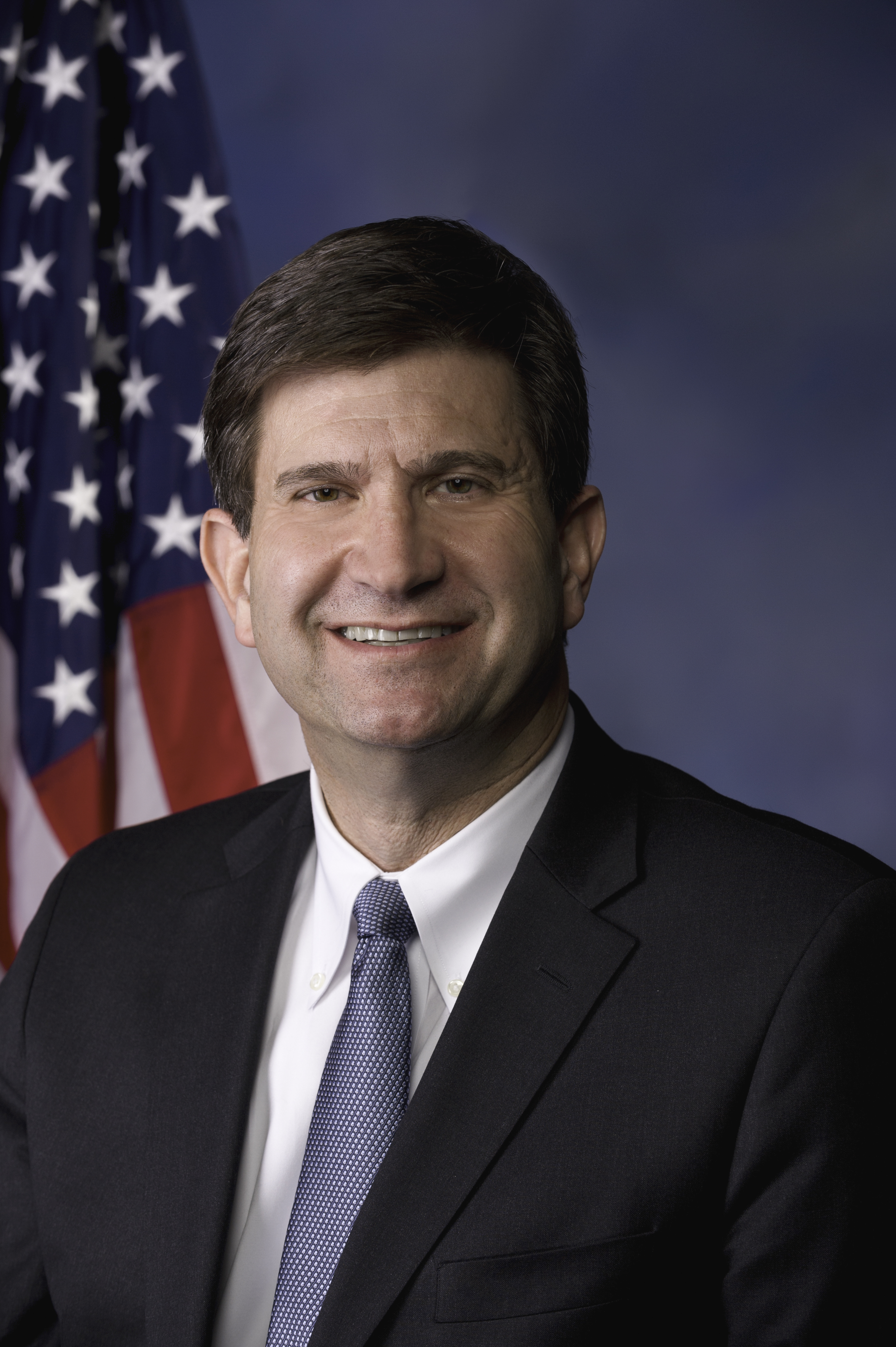
Brad Schneider (2013)

Bradley Scott „Brad“ Schneider (* 20. August 1961 in Denver, Colorado) ist ein US-amerikanischer Politiker. Von 2013 bis 2015 vertrat er den Bundesstaat Illinois im US-Repräsentantenhaus. Da er bei den Wahlen des Jahres 2016 seinen früheren Sitz im Kongress zurückgewinnen konnte vertritt er dort seit Januar 2017 den 10. Kongresswahlbezirk des Bundesstaates Illinois.

## Werdegang
Brad Schneider besuchte bis 1976 die Cherry Creek High School in Denver und studierte danach bis 1983 an der Northwestern University in Evanston Industrial Engineering. Anschließend arbeitete er in einem Kibbuz in Israel. Danach kehrte er an die Northwestern University zurück, wo er bis 1988 an der dieser Universität angeschlossenen Business School studierte. Zwischen 1997 und 2003 war er in der Geschäftsführung einer Lebensversicherungsgesellschaft beschäftigt. Danach fungierte er als Direktor einer Dienstleistungsgesellschaft. Im Jahr 2008 gründete er eine eigene Beraterfirma.
Politisch schloss sich Schneider der Demokratischen Partei an. Bei den Kongresswahlen des Jahres 2012 wurde er im zehnten Wahlbezirk von Illinois in das US-Repräsentantenhaus in Washington, D.C. gewählt, wo er am 3. Januar 2013 die Nachfolge des Republikaners Robert Dold antrat, den er bei den Wahlen mit 50,5:49,5 Prozent der Wählerstimmen geschlagen hatte. Er verlor jedoch seinen Sitz bei den darauffolgenden Kongresswahlen 2014 mit 48,2:51,8 wieder an Robert Dold. Zwei Jahre später kam es erneut zu einem Wahlduell zwischen Dold und Schneider, das Schneider für sich entscheiden konnte. Damit kehrt er am 3. Januar 2017 in den Kongress zurück. Die folgenden Kongresswahlen konnte Schneider für sich entscheiden. Seine derzeitige Legislaturperiode im 119. Kongress dauert bis zum 3. Januar 2027.
Brad Schneider ist verheiratet und Vater von zwei Kindern. Er lebt mit seiner Familie in Deerfield.